# Synodus macrocephalus
Synodus macrocephalus is een straalvinnige vissensoort uit de familie van hagedisvissen (Synodontidae). De wetenschappelijke naam van de soort is voor het eerst geldig gepubliceerd in 1981 door Cressey.